# Những người phụ nữ bé nhỏ
Những người phụ nữ bé nhỏ (tựa gốc tiếng Anh: Little Women) là một bộ phim điện ảnh Mỹ thuộc thể loại cổ trang – tuổi mới lớn ra mắt vào năm 2019 do Greta Gerwig viết kịch bản kiêm đạo diễn. Đặt bối cảnh tại Concord, Massachusetts, Mỹ vào thế kỉ 19, bản chuyển thể điện ảnh thứ bảy dựa trên tiểu thuyết cùng tên năm 1868 của Louisa May Alcott kể về cuộc đời của bốn chị em nhà March – Jo, Meg, Amy và Beth, với sự tham gia diễn xuất của dàn diễn viên gồm có Saoirse Ronan, Emma Watson, Florence Pugh, Eliza Scanlen, Laura Dern, Timothée Chalamet và Meryl Streep.
Sony Pictures bắt đầu phát triển Những người phụ nữ bé nhỏ từ năm 2013. Amy Pascal tham gia sản xuất bộ phim vào năm 2015 và Gerwig được tuyển vào vị trí biên kịch một năm sau đó. Lấy cảm hứng từ các tác phẩm khác của Alcott, Gerwig hoàn thành kịch bản cho bộ phim vào năm 2018. Cùng năm, cô được bổ nhiệm làm đạo diễn khiến Những người phụ nữ bé nhỏ trở thành tác phẩm thứ hai do cô đạo diễn chính. Đoàn làm phim ghi hình tại bang Massachusetts từ tháng 10 năm 2018 đến tháng 12 cùng năm và tiến hành biên tập bộ phim ngay sau ngày đóng máy.
Những người phụ nữ bé nhỏ có buổi chiếu ra mắt toàn cầu tại Bảo tàng Nghệ thuật Hiện đại, New York vào ngày 7 tháng 12 năm 2019 và sau đó được Sony Pictures Releasing chính thức phát hành tại Hoa Kỳ vào ngày 25 tháng 12 năm 2019 và tại Việt Nam vào ngày 7 tháng 2 năm 2020. Giới chuyên môn đánh giá cao bộ phim và đặc biệt dành lời khen ngợi cho kịch bản của Gerwig cũng như màn thể hiện của các diễn viên. Không chỉ thành công ở rạp chiếu khi thu về 216 triệu USD trên toàn thế giới so với ngân sách 40 triệu USD, tác phẩm cũng gặt hái vô số đề cử và giải thưởng ở các lễ trao giải lớn nhỏ. Tại lễ trao giải Oscar lần thứ 92, Viện Hàn lâm đề cử Những người phụ nữ bé nhỏ tại sáu hạng mục trong đó có Phim hay nhất, Nữ diễn viên chính xuất sắc nhất (Ronan), Nữ diễn viên phụ xuất sắc nhất (Pugh) và Kịch bản chuyển thể xuất sắc nhất; tác phẩm giành giải Thiết kế phục trang đẹp nhất. Phim cũng nhận được năm đề cử tại lễ trao giải BAFTA lần thứ 73 (trong đó có một chiến thắng cho hạng mục Thiết kế phục trang đẹp nhất), hai đề cử giải Quả cầu vàng và chín đề cử giải Critics' Choice. Viện phim Mỹ đã lựa chọn Những người phụ nữ bé nhỏ là một trong mười tác phẩm điện ảnh hay nhất năm 2019.

## Nội dung
Năm 1868, Jo March sống ở thành phố New York, làm nghề dạy học. Cô đến gặp ông Dashwood, tổng biên tập một nhà xuất bản, đề nghị ông phát hành tập truyện của cô và được chấp thuận. Trong khi đó, em gái của Jo – Amy, đang theo đuổi niềm đam mê hội họa ở Paris cùng với dì March của họ. Ở một buổi tiệc, Amy tỏ ra bực mình với thái độ say xỉn của Laurie, người bạn hàng xóm thời thơ ấu, làm anh buông lời chế giễu cô vì dành nhiều thời gian gần gũi bên cạnh doanh nhân Fred Vaughn giàu có. Tại New York, Jo gặp gỡ giáo sư Friedrich Bhaer. Một lần khi được Jo cho xem các trang viết của cô, Friedrich đưa ra vài nhận xét thật lòng mang tính xây dựng làm Jo phật ý và tức giận bỏ đi. Sau khi nhận được một lá thư nói rằng bệnh tình của Beth – cô em út trong gia đình, đang diễn biến xấu hơn, Jo liền thu xếp về nhà.
Bối cảnh quay trở về khoảng thời gian bảy năm trước tại Concord, Massachusetts. Tối nọ, Jo và chị gái Meg cùng tham dự một bữa tiệc nơi Jo làm quen với Laurie. Vào sáng Giáng sinh, mẹ của bốn cô gái, "Marmee", thuyết phục các con tặng bữa sáng của họ cho gia đình hàng xóm nghèo: cô Hummel và đàn con đang đói khát. Sau khi đi trao quà và trở về nhà, các cô gái nhìn thấy bàn của họ đầy ắp những thức ăn vô cùng ngon lành và đẹp mắt do ông nội của Laurie là ông Laurence gửi tặng, cùng với đó họ nhận được một lá thư từ cha mình, người đang phải chiến đấu trong cuộc Nội chiến Hoa Kỳ. Trong một lần Jo sang đọc sách cho dì March như thường lệ, bà ngỏ lời đưa cô cháu gái cùng sang châu Âu khiến Jo vui sướng nhận lời.
Một buổi tối nọ, Meg, Jo, Laurie và John – gia sư của Laurie, sau này là chồng Meg, cùng nhau đến nhà hát. Amy bị yêu cầu phải ở nhà nên đã đốt hết những trang viết của Jo. Khi khám phá ra sự việc, Jo vô cùng giận dữ và buồn bã, Amy cố gắng xin lỗi cô nhưng vô ích. Sáng hôm sau, Amy vì muốn làm hòa với Jo nên đã đuổi theo chị mình đến một cái hồ nơi Jo và Laurie đang trượt băng. Khi Amy suýt chết đuối trong làn nước lạnh do vỡ băng, Jo và Laurie lập tức chạy đến giải cứu. Ngồi cạnh giường Amy đêm đó, Jo vô cùng ăn năn hối lỗi về những gì đã xảy ra với em gái. Để ý thấy tính tình trầm lắng của Beth, ông Laurence mời cô qua nhà chơi cây đàn piano để không từ lâu, vốn thuộc về cô con gái đã mất của ông. Trở về thực tại, Meg bàn với John về chuyện cô đã lỡ mua tấm vải đắt tiền dù điều kiện gia đình không cho phép và tỏ ra buồn bã vì cuộc sống nghèo khó của họ. Laurie đến gặp Amy để xin lỗi về hành vi của mình tại bữa tiệc. Anh thuyết phục Amy đừng kết hôn với Fred Vaughn mà hãy cưới anh. Dù đem lòng yêu Laurie, Amy vẫn từ chối anh, giận và tủi thân vì luôn bị xếp sau Jo. Dẫu vậy, cô sau đó cũng khước từ lời cầu hôn của Fred.
Quay về bối cảnh quá khứ, Beth rất vui khi được ông Laurence tặng cây đàn piano, nhưng cô bất ngờ đổ bệnh – căn bệnh ban đỏ lây từ nhà Hummel. Để tránh lây nhiễm, Amy, người duy nhất chưa từng bị bệnh ban đỏ trước đó, đến ở nhà dì March; bà khuyên cô cháu gái phải lấy chồng giàu để có thể phụ giúp gia đình. Ở hiện tại, John giục Meg mang tấm vải đi may thành một chiếc váy vì muốn cô được vui, nhưng Meg đã bán nó và nói với John rằng cô thực sự hạnh phúc khi làm vợ anh. Quay về quá khứ, Beth kịp hồi phục đúng dịp Giáng sinh, cả gia đình cùng sum vầy khi người cha cũng trở về nhà. Tuy nhiên, ở thực tại, sau nhiều năm chống chọi với bệnh tật, Beth ngày một yếu đi và cô qua đời. Ở quá khứ, vào ngày cưới của Meg, Jo cố thuyết phục chị gái đừng lấy chồng nhưng Meg đáp lại rằng cô khao khát một gia đình hạnh phúc với John. Dì March quyết định đưa Amy, thay vì Jo, tới châu Âu cùng với mình. Sau lễ cưới, Laurie thổ lộ tình cảm của anh dành cho Jo nhưng cô từ chối vì chưa hề nghĩ đến việc kết hôn.
Trở về thực tại, biết tin Beth đã mất, Amy buồn bã trở về nhà cùng với dì March đang ốm nặng. Jo tự hỏi liệu khi xưa cô đã quá vội vàng khi từ chối tình cảm của Laurie, cô quyết định viết cho anh một lá thư về điều đó. Amy gặp lại Laurie, cô nói với anh rằng mình đã từ chối lời cầu hôn của Fred; hai người trao nhau nụ hôn say đắm và sau đó đính hôn trên hành trình về nhà. Khi tới nhà, Laurie kể cho Jo nghe chuyện anh và Amy đã thành vợ chồng và họ đồng ý tiếp tục là bạn bè tốt. Lát sau, Jo đi ra ngoài, xé bỏ bức thư cô viết cho Laurie. Nhiều ngày sau đó, Jo bắt đầu viết một cuốn tiểu thuyết dựa trên chính cuộc đời cô và những người chị em gái. Cô gửi các chương đầu tiên đến chỗ Dashwood, nhưng ông tỏ ra không mấy ấn tượng. Bhaer ghé qua nhà March trên đường đến California để dạy học.
Ở New York, các cô con gái của ông Dashwood đọc được những chương sách dang dở của Jo và rất thích thú, chúng hỏi ông rằng nó kết thúc như thế nào. Dashwood sau đó đồng ý xuất bản cuốn sách nhưng thấy không thể chấp nhận được rằng tới cuối cùng nữ chính vẫn chưa kết hôn. Jo sửa đổi cái kết của cuốn sách để nhân vật chính – hay chính là cô, đuổi theo Bhaer và ngăn anh đến California. Cô thương lượng thành công với ông Dashwood về bản quyền và phí bản quyền cho cuốn sách của mình. Jo được thừa kế căn biệt thự của dì March và biến nó thành một ngôi trường, nơi Meg, Amy và Bhaer đều dạy học cho lũ trẻ. Tiểu thuyết của Jo được xuất bản, cô mãn nguyện ngắm nhìn nhà in in cuốn sách của mình – mang tên Little Women.

## Diễn viên
- Saoirse Ronan vai Josephine "Jo" March
- Emma Watson vai Margaret "Meg" March
- Florence Pugh vai Amy March
- Eliza Scanlen vai Elizabeth "Beth" March
- Laura Dern vai Marmee March
- Timothée Chalamet vai Theodore "Laurie" Laurence
- Meryl Streep vai dì March
- Tracy Letts vai ông Dashwood
- Bob Odenkirk vai cha March
- James Norton vai John Brooke
- Louis Garrel vai Friedrich Bhaer
- Chris Cooper vai ông Laurence
- Jayne Houdyshell vai Hannah
- Dash Barber vai Fred Vaughn
- Rafael Silva vai bạn của Friedrich
- Hadley Robinson vai Sallie Gardiner Moffat
- Abby Quinn vai Annie Moffat
- Maryann Plunkett vai bà Kirke
- Edward Fletcher vai người hầu của ông Laurence
- Sasha Frolova vai cô Hummel

## Quá trình sản xuất

### Phát triển và tuyển vai

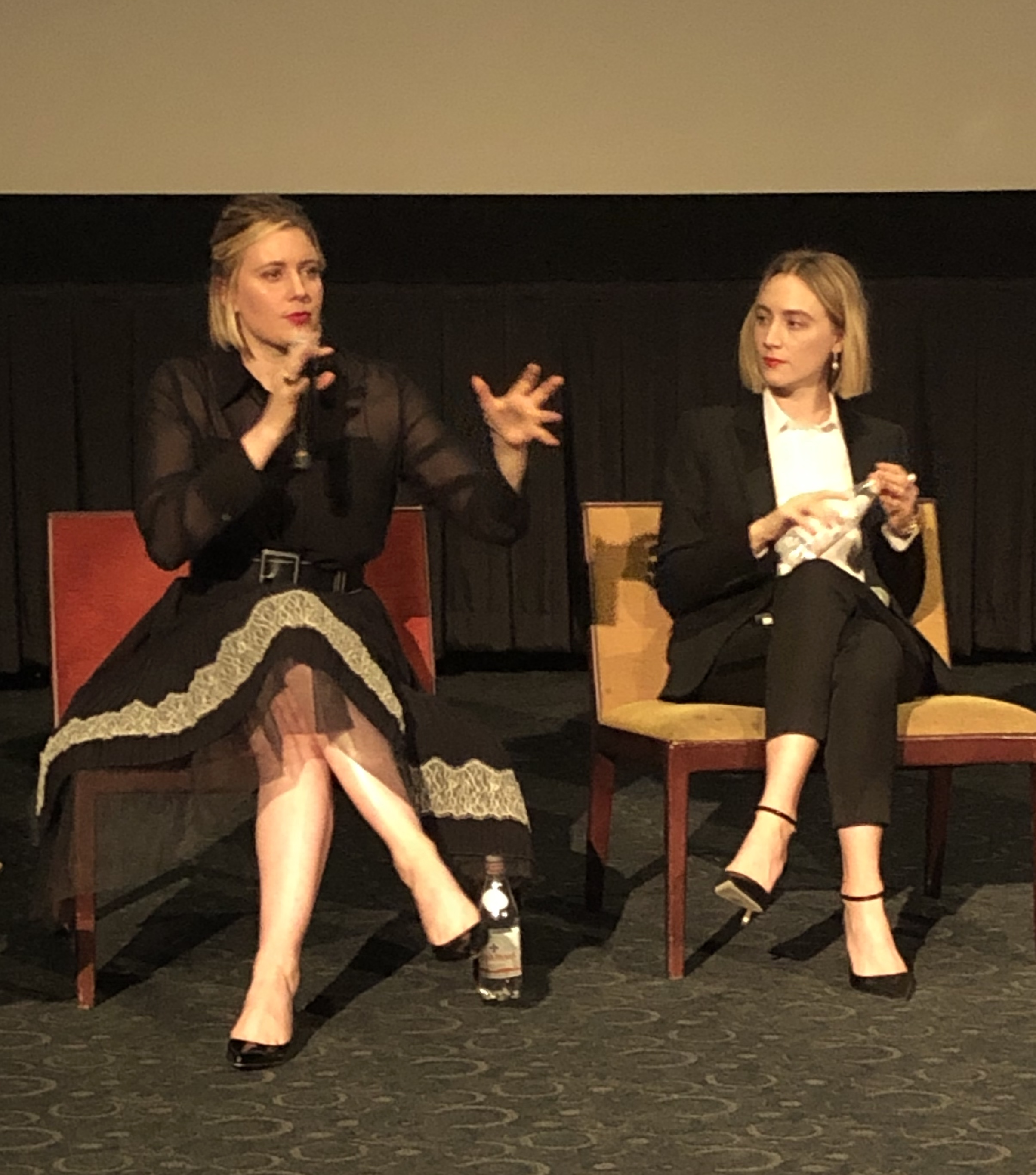
Đạo diễn kiêm biên kịch của Những người phụ nữ bé nhỏ là Greta Gerwig (trái) và nữ diễn viên chính Saoirse Ronan tại buổi công chiếu bộ phim ở Hollywood, Los Angeles

Vào tháng 10 năm 2013, báo chí đưa tin bản chuyển thể điện ảnh tiếp theo cho cuốn tiểu thuyết Những cô gái nhỏ của Louisa May Alcott đang được Sony Pictures phát triển, với phần kịch bản do Olivia Milch chắp bút và Robin Swicord cùng Denise Di Novi đồng sản xuất. Tháng 3 năm 2015, Amy Pascal gia nhập đoàn làm phim với tư cách nhà sản xuất, cùng với đó Sarah Polley được tuyển chọn để viết kịch bản cho tác phẩm và nhiều khả năng sẽ nắm cả quyền đạo diễn, nhưng cuối cùng Polley không tham gia vào sản xuất như đã thảo luận. Tháng 8 năm 2016, Sony Pictures thuê Greta Gerwig vào vị trí biên kịch của bộ phim. Tới tháng 6 năm 2018, cô chính thức được công bố là đạo diễn kiêm biên kịch của tác phẩm chuyển thể. Trước đó vào năm 2015, Gerwig thuyết phục người đại diện của mình liên hệ với Sony khi biết tới kế hoạch chuyển thể Những cô gái nhỏ của hãng phim này, thừa nhận rằng mặc dù "không có ai nghĩ đến cô khi lựa chọn đạo diễn cho bộ phim", đây là điều mà cô luôn khao khát được thực hiện, bởi lẽ chính cuốn tiểu thuyết đã truyền cảm hứng cho cô trở thành một nhà biên kịch và đạo diễn phim. Với Những người phụ nữ bé nhỏ, đây không chỉ là lần đầu tiên Gerwig chỉ đạo một tác phẩm điện ảnh do hãng phim lớn sản xuất mà còn là bộ phim thứ hai do cô đạo diễn chính.
Tháng 6 năm 2018, thông báo đưa ra rằng Meryl Streep, Emma Stone, Saoirse Ronan, Timothée Chalamet và Florence Pugh sẽ góp mặt trong bộ phim, tuy nhiên việc phân vai diễn chưa được tiết lộ cụ thể. Gerwig đã từng hợp tác với Ronan và Chalamet trong Lady Bird: Tuổi nổi loạn – bộ phim đầu tiên của cô trong vai trò đạo diễn chính, còn Pugh là người mà vị đạo diễn muốn có trong dàn diễn viên sau khi chứng kiến diễn xuất của cô trong Lady Macbeth. Gerwig chọn Eliza Scanlen sau khi xem cô đóng chính trong phim truyền hình ngắn tập Sharp Objects; nữ diễn viên gia nhập đoàn làm phim vào tháng 7 năm 2018. Sự góp mặt của James Norton và Laura Dern được công bố một tháng sau đó. Cũng trong tháng 8, Emma Watson tham gia vào bộ phim để thay thế Emma Stone vì Stone vướng vào lịch quảng bá cho The Favourite. Louis Garrel, Bob Odenkirk và Chris Cooper là những diễn viên phụ góp mặt vào tháng 9 năm 2018. Sang tháng 10, New Regency Pictures được công bố là nhà tài trợ tiếp theo cho bộ phim.

### Biên kịch
Trong chuyến đi đến Big Sur, California hậu lễ trao giải Oscar 2018, Gerwig bắt tay vào viết kịch bản cho Những người phụ nữ bé nhỏ, lấy cảm hứng từ các bức thư và nhật ký của Alcott cũng như "những bức tranh vẽ phụ nữ trẻ thế kỷ 19", ngoài ra nhiều tác phẩm khác của Alcott cũng là nguồn cảm hứng cho những cuộc trò chuyện giữa các nhân vật. Gerwig viết nhiều lời thoại chồng chéo lên nhau mà theo Ronan giải thích, điều đó khiến các diễn viên thay vì "chờ người khác nói xong câu thoại của mình như thông thường", họ "tự biết phần của mình và tự giác làm". Gerwig cho biết đoạn độc thoại của nhân vật Amy được cô lấy "gần như nguyên văn" từ cuộc trò chuyện giữa cô và Streep xoay quanh "những trở ngại mà phụ nữ phải đối mặt trong thập niên 1860". Để "bộ phim tập trung vào [các nhân vật chính] ở tuổi trưởng thành", Gerwig đã vận dụng lối kể chuyện phi tuyến tính. Dù cả bộ phim lẫn tiểu thuyết đều kết thúc với nhân vật Jo kết hôn, điểm khác biệt nằm ở chỗ: trong phim, Jo có thể xuất bản cuốn sách của mình, còn Jo bản tiểu thuyết phải từ bỏ công việc viết lách. Gerwig tin rằng việc bộ phim là một "câu chuyện kể về Alcott thực hiện hóa tham vọng nghệ thuật của mình và có đan xen cả tình yêu" đã giúp tôn vinh tầm nhìn thực sự của Alcott – người không hề lập gia đình mà trở thành một nữ tiểu thuyết gia thành công và giàu có, nhưng buộc phải viết ra cái kết Jo gác bút và lấy chồng cốt để "thỏa mãn những gì xã hội lúc bấy giờ kì vọng phải có trong các tác phẩm truyện".

### Thiết kế trang phục
Bộ phim cần "khoảng 75 bộ y phục cổ trang", mỗi bộ mất "xấp xỉ 40 tiếng đồng hồ" để tạo ra. Khi thiết kế trang phục cho các nhân vật, nhà thiết kế Jacqueline Durran đã kết hợp "tinh thần phóng khoáng của thời trang may đo" và "nét trang trọng truyền thống thời Victoria". Để khiến "khán giả hiện đại ước ao có được những bộ quần áo cổ điển", cô phối "khăn choàng sontag len" với "chân váy kẻ sọc phong cách học đường", "áo choàng không tay dài màu đỏ thẫm" với "mũ nồi lưỡi trai hoạt bát". Tủ quần áo của các nhân vật khi còn trẻ và khi trưởng thành được Durran phân biệt rõ ràng nhưng vẫn luôn tuân thủ "sự logic nội tại của mỗi giai đoạn", cũng như duy trì được "mối liên kết giữa hai thời kỳ", bằng cách gán cho mỗi nhân vật một "màu cốt lõi": màu đỏ cho Jo, xanh lá và oải hương cho Meg, nâu và hồng cho Beth, xanh lam nhạt cho Amy. Nhà thiết kế cũng cho các nhân vật mặc lại nhiều bộ quần áo của nhau để khiến họ gần gũi, khăng khít hơn. Nếu như Jo được khoác lên mình những chiếc "đầm bông rộng" và "chân váy len trơn" thì phong cách của Laurie được Durran kết hợp từ "vốn tư liệu tham khảo hiện đại", đồng thời lấy cảm hứng từ "Bob Dylan thời trẻ", tiểu văn hóa Teddy Boy và bức tranh The Circle of the Rue Royale của họa sĩ người Pháp James Tissot. Cô cũng lấy hình mẫu cho một bộ trang phục của Jo từ nhân vật trong bức họa năm 1870 High Tide của Winslow Homer.

### Ghi hình và biên tập

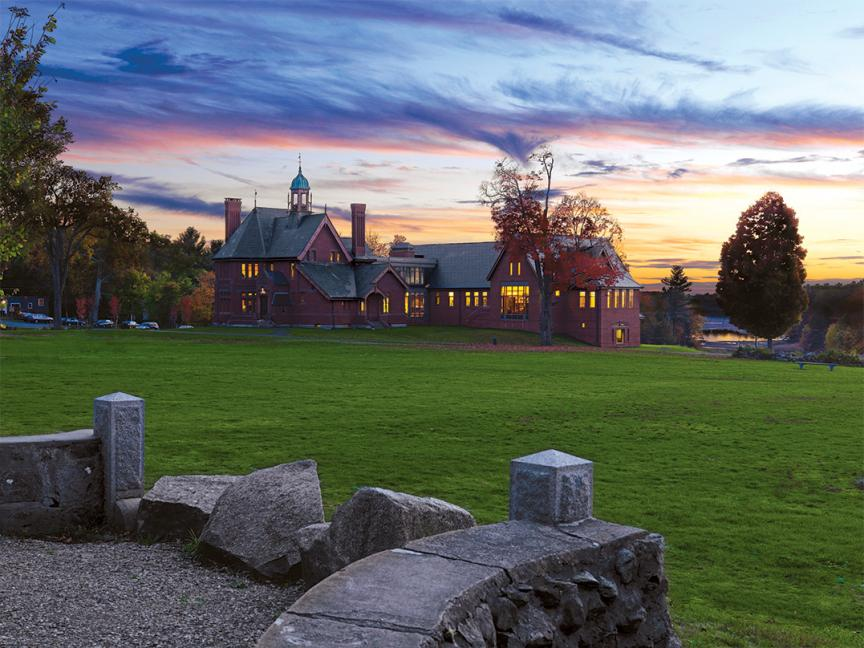
Quá trình quay phim diễn ra chủ yếu ở Harvard, Massachusetts.

Ngoại trừ Pugh vướng lịch ghi hình Midsommar, dàn diễn viên Những người phụ nữ bé nhỏ bắt đầu diễn tập hai tuần trước khi bộ phim chính thức bấm máy. Quá trình quay phim bắt đầu vào ngày 6 tháng 10 năm 2018 ở thành phố Boston với địa điểm chính là thị trấn Harvard, Massachusetts. Các địa điểm phụ đều thuộc bang Massachusetts, bao gồm thị trấn Lancaster, Đại học Harvard ở Cambridge, bãi biển Crane ở Ipswich và thị trấn Concord. Bảo tàng Shaker thuộc khu bảo tàng Fruitlands của thị trấn Harvard, nơi Alcott và gia đình bà từng ở, được sử dụng làm nhà của Meg và John. Ngôi nhà của gia đình March được xây mới hoàn toàn trên một khu đất ở Concord; nhà thiết kế sản xuất Jess Gonchor mong muốn làm sao cho bề ngoài của căn nhà toát lên "vẻ cũ kĩ của một chiếc hộp trang sức mà bạn tìm thấy trong ngăn tủ của bà mình", trong khi nội thất bên trong lại "là mê cung, là dòng chảy tuyệt đẹp, là chuyển động bất tận." Đoàn làm phim chọn Vườn ươm Arnold thuộc khuôn viên trường Đại học Harvard làm bối cảnh cho một công viên Paris vào thế kỉ 19, cũng như tận dụng đồi Castle của thị trấn Ipswich để thay thế cho các cảnh quay ở châu Âu.
Gerwig phát hiện ra mình đang mang bầu và giữ kín chuyện này trong suốt quá trình sản xuất bộ phim. Cô cấm mọi người sử dụng điện thoại di động trên phim trường giống như đã làm trong Lady Bird trước đó. Yorick Le Saux ghi hình tác phẩm trên loại phim 35mm. Gerwig cùng Nick Houy tiến hành biên tập bộ phim ngay sau ngày đóng máy – ngày 16 tháng 12 năm 2018, sau đó trình chiếu cho các giám đốc điều hành của Sony Pictures ở New York vào ngày 10 tháng 3 năm 2019, ba ngày trước khi nữ đạo diễn hạ sinh con trai.

## Nhạc phim
Nhà soạn nhạc người Pháp từng đoạt giải Oscar Alexandre Desplat đảm nhiệm vai trò soạn nhạc cho Những người phụ nữ bé nhỏ. Gerwig hâm mộ các bản nhạc Desplat sáng tác cho Birth và luôn mong mỏi được làm việc với ông, còn ông cũng rất "yêu" Lady Bird. Desplat trả lời một cuộc phỏng vấn rằng Gerwig kì vọng âm nhạc của bộ phim có được "sự giao thoa giữa Mozart và Bowie". Cô sau này chia sẻ rằng quyết định cộng tác với Desplat vì âm nhạc của ông "đẹp đẽ nhưng không quá kiêu sa" và có sự "tôi luyện". Ông đã thuê cả một dàn nhạc cụ bao gồm piano, hạc cầm, sáo, kèn clarinet và đàn chuông. Nhạc phim được phát hành vào ngày 13 tháng 12 năm 2019.

### Danh sách nhạc
Danh sách nhạc lấy từ Tidal.
| STT              | Nhan đề                     | Thời lượng |
| ---------------- | --------------------------- | ---------- |
| 1.               | "Little Women"              | 3:12       |
| 2.               | "Plumfield"                 | 3:38       |
| 3.               | "The Beach"                 | 2:48       |
| 4.               | "Christmas Morning"         | 2:53       |
| 5.               | "Dance on the Porch"        | 1:07       |
| 6.               | "Ice Skating"               | 2:13       |
| 7.               | "The Book"                  | 3:36       |
| 8.               | "Father Comes Home"         | 3:18       |
| 9.               | "Christmas Breakfast"       | 2:33       |
| 10.              | "Amy"                       | 1:25       |
| 11.              | "Friedrich Dances with Jo"  | 1:34       |
| 12.              | "Telegram"                  | 1:49       |
| 13.              | "Theatre in the Attic"      | 2:27       |
| 14.              | "Laurie Kisses Amy"         | 1:23       |
| 15.              | "Friedrich"                 | 1:32       |
| 16.              | "Laurie and Jo on the Hill" | 1:01       |
| 17.              | "Young Love"                | 1:34       |
| 18.              | "Meg's Dress"               | 4:26       |
| 19.              | "Carriage Ride"             | 1:48       |
| 20.              | "Laurie"                    | 0:55       |
| 21.              | "The Letter"                | 1:45       |
| 22.              | "Snow in the Garden"        | 2:39       |
| 23.              | "Jo Writes"                 | 3:49       |
| 24.              | "Amy, Fred, Meg & John"     | 3:48       |
| 25.              | "Dr March's Daughters"      | 4:46       |
| 26.              | "It's Romance"              | 1:23       |
| Tổng thời lượng: | Tổng thời lượng:            | 63:42      |

## Phát hành
Tạp chí Vanity Fair ra mắt công chúng những tấm ảnh hậu trường đầu tiên của Những người phụ nữ bé nhỏ vào ngày 19 tháng 6 năm 2019, còn đoạn trailer chính thức được phát hành vào ngày 13 tháng 8. Bộ phim có buổi công chiếu đầu tiên trên thế giới vào ngày 7 tháng 12 năm 2019 tại Bảo tàng Nghệ thuật Hiện đại, thành phố New York, đồng thời cũng là tác phẩm mở đầu cho Liên hoan phim quốc tế Rio de Janeiro vào ngày 9 tháng 12. Sony Pictures Releasing phân phối bộ phim tới các rạp chiếu trên toàn nước Mỹ vào ngày 25 tháng 12 năm 2019. Tờ Deadline Hollywood đưa tin Sony đã chi khoảng 70 triệu USD để quảng bá cho tác phẩm.
Những người phụ nữ bé nhỏ dự kiến ra rạp tại Trung Quốc vào ngày 14 tháng 2 năm 2020 nhưng phải hủy bỏ do ảnh hưởng của đại dịch COVID-19. Bộ phim phát hành dưới dạng kĩ thuật số vào ngày 10 tháng 3 năm 2020, trên định dạng DVD và Blu-ray vào ngày 7 tháng 4. Tháng 5 năm 2020, Variety đưa tin tác phẩm một lần nữa được lên kế hoạch phát hành tại Trung Quốc vào thời điểm chưa được ấn định sau đại dịch. Bộ phim ra mắt thị trường Đan Mạch và Nhật Bản vào tháng 6 sau khi hai quốc gia này cho phép các rạp chiếu mở cửa trở lại, cũng như tại Trung Quốc vào ngày 25 tháng 8 năm 2020.

## Đón nhận

### Doanh thu phòng vé
Những người phụ nữ bé nhỏ thu về 108,1 triệu USD ở Hoa Kỳ–Canada và 109,5 triệu USD từ các quốc gia khác, qua đó ghi nhận tổng doanh thu trên toàn thế giới là 217,6 triệu USD so với ngân sách 40 triệu USD. Deadline Hollywood ước tính lợi nhuận ròng của bộ phim rơi vào khoảng 56 triệu USD, qua đó đứng thứ 24 trong top 100 phim đắt giá nhất năm 2019.
Tại thị trường Hoa Kỳ–Canada, bộ phim ra rạp cùng thời điểm với Điệp viên ẩn danh và ngày phát hành toàn quốc của Kim cương trong đá, dự kiến thu về từ 18 đến 22 triệu USD từ 3.308 rạp trong năm ngày đầu tuần công chiếu. Doanh thu phòng vé ngày Giáng sinh của tác phẩm là 6,4 triệu USD, tiếp đó là 6 triệu USD vào ngày thứ hai ra mắt và 16,8 triệu USD trong ba ngày cuối tuần, nâng tổng doanh thu năm ngày nghỉ lễ Giáng sinh (ngày 25–29 tháng 12) lên con số 29,2 triệu USD, xếp thứ tư sau hai bộ phim nói trên và Nữ hoàng băng giá 2. Cho đến cuối tuần thứ hai, bộ phim mang về thêm 13,6 triệu USD, đứng thứ ba trong bảng xếp hạng doanh số tuần này. Trong hai tuần tiếp theo, tác phẩm lần lượt thu được 7,8 triệu và 6,4 triệu USD.
Tháng 6 năm 2020, Những người phụ nữ bé nhỏ thu về 495.000 USD trong tuần đầu công chiếu ở Nhật Bản và 255.000 USD trong tuần thứ hai tại Đan Mạch. Cùng tháng đó, doanh thu từ thị trường quốc tế của bộ phim đã cán mốc 100 triệu USD sau khi tác phẩm tiếp tục được phát hành tại 12 quốc gia và vùng lãnh thổ khác. Tháng 8 năm 2020, phim chính thức ra rạp tại Trung Quốc với doanh số sáu ngày đầu tiên là 4,7 triệu USD.

### Đánh giá chuyên môn
Trên hệ thống tổng hợp kết quả đánh giá Rotten Tomatoes, Những người phụ nữ bé nhỏ có tỷ lệ đánh giá tích cực là 95% dựa trên 419 đánh giá, với điểm trung bình là 8,60/10. Phần nhận xét chung của phim trên trang web này có nội dung: "Nhờ dàn diễn viên xuất sắc và lối kể lại tác phẩm kinh điển một cách đầy thông minh và nhạy bén, Những người phụ nữ bé nhỏ của Greta Gerwig đã chứng tỏ được một điều rằng có những câu chuyện cứ luôn sống mãi với thời gian." Trên trang Metacritic, số điểm trung bình của phim là 91/100 dựa trên 57 đánh giá, cho thấy sự "tán dương rộng rãi". Khán giả tham gia bình chọn trên trang CinemaScore đã chấm tác phẩm điểm "A–" trên thang điểm từ A+ đến F, trong khi số điểm trung bình của độc giả trang PostTrak dành cho bộ phim là 5/5.
Viết cho IndieWire, Kate Erbland nêu bật lên "lối kể chuyện tỉnh lược giàu tham vọng" của Gerwig và khen ngợi tài đạo diễn của cô vì nó không mang tính "áp đặt" mà cũng không "thuyết giáo". Anthony Lane từ tờ The New Yorker cho rằng đây "có lẽ là bộ phim xuất sắc nhất làm bởi một người phụ nữ Mỹ". Lindsey Bahr của hãng thông tấn Associated Press cũng đánh giá cao chỉ đạo của Gerwig, coi đây là "thành tựu đáng kinh ngạc" và là một "tuyên ngôn nghệ thuật". Chấm bộ phim 3,5/4 điểm, Brian Truitt của USA Today ca ngợi kịch bản của Gerwig là "tuyệt diệu" và thấy rằng nó "mang lại cho thời gian và ngôn từ của Alcott cảm giác hiện đại đầy sống động mà cũng hoài cổ một cách chân thực". Cây viết Mick LaSalle của tờ San Francisco Chronicle đưa ra đánh giá hai chiều về bộ phim, trong đó ông khen ngợi lối chỉ đạo của Gerwig nhưng phê bình lối kể chuyện phi thời gian và sự "hợm hĩnh" của các nhân vật.
Giới phê bình dành nhiều lời khen cho màn thể hiện của dàn diễn viên, với David Rooney của The Hollywood Reporter công nhận rằng họ "phối hợp đầy ăn ý" và Alonso Duralde từ tờ TheWrap cho rằng không ai trong số họ có bất cứ một "khoảnh khắc giả tạo" nào. Caryn James của BBC Online gọi diễn xuất của Ronan là "hào quang", còn cây bút Leah Greenblatt của tờ Entertainment Weekly cho rằng nữ diễn viên "gánh vác hầu hết mọi cảnh mà cô ấy xuất hiện". David Sims của The Atlantic đánh giá cao màn thể hiện của Pugh, nhận xét rằng cô đã biến nhân vật của mình thành "nữ chính tốt đẹp và đầy thu hút không hề thua kém [nhân vật của Ronan]", trong khi Clarisse Loughrey từ tờ The Independent nhận định rằng Pugh "đã hoàn toàn chiếm trọn ánh hào quang". Viết cho NPR, Justin Chang ca ngợi diễn xuất của Ronan và Pugh là "cực kì xuất sắc". Chalamet cũng được Peter Travers của Rolling Stone và Ann Hornaday của The Washington Post khen ngợi vì "sức hút bẩm sinh và nét mong manh gây thương cảm mãnh liệt" cũng như "tính hoạt náo" trong màn thể hiện của anh.
Việc bộ phim gặt hái sáu đề cử tại lễ trao giải Oscar lần thứ 92 nhưng Gerwig lại không có tên trong danh sách tranh giải Đạo diễn xuất sắc nhất được coi là một sai lầm lớn. Allison Pearson của The Telegraph coi việc không đề cử Gerwig là "vô cùng ngu ngốc", cho rằng nó "hạ thấp những thành tựu mà nữ giới đạt được", trong khi Dana Stevens từ tờ Slate phỏng đoán quan điểm của các thành viên Viện Hàn lâm là "nữ giới chỉ cần được công nhận một chút như thể đãi bôi thôi" và "có thể yên tâm bỏ qua" Gerwig vì cô đã từng được đề cử cho Lady Bird. Viết cho tờ Los Angeles Times, hai nhà tâm lý học xã hội Devon Proudfoot và Aaron Kay kết luận rằng sai lầm này là do "xu hướng tâm lý chung mặc định nữ giới luôn kém sáng tạo hơn nam giới".

### Thành tựu
Tại lễ trao giải Oscar lần thứ 92, Những người phụ nữ bé nhỏ được đề cử tại sáu hạng mục, bao gồm Phim hay nhất, Nữ diễn viên chính xuất sắc nhất (Ronan), Nữ diễn viên phụ xuất sắc nhất (Pugh), Kịch bản chuyển thể xuất sắc nhất và Nhạc phim xuất sắc nhất, giành tuợng vàng Thiết kế trang phục đẹp nhất. Bộ phim mang về chín đề cử tại lễ trao giải Critics' Choice lần thứ 25, trong đó có một chiến thắng cho giải Kịch bản chuyển thể xuất sắc nhất. Tại lễ trao giải BAFTA lần thứ 73, Viện Hàn lâm Anh đề cử tác phẩm tại năm hạng mục, ngoài ra phim còn có hai đề cử tại lễ trao giải Quả cầu vàng lần thứ 77. Viện phim Mỹ lựa chọn bộ phim là một trong mười tác phẩm điện ảnh hay nhất năm 2019.